# Svinsjön (Södra Unnaryds socken, Småland)
Svinsjön är en sjö i Hylte kommun i Småland och ingår i Nissans huvudavrinningsområde. Sjön har en area på 0,0417 kvadratkilometer och ligger 149,2 meter över havet.

## Delavrinningsområde
Svinsjön ingår i det delavrinningsområde (631700-135805) som SMHI kallar för Utloppet av Fjällen. Medelhöjden är 163 meter över havet och ytan är 42,79 kvadratkilometer. Det finns inga avrinningsområden uppströms utan avrinningsområdet är högsta punkten. Yabergsån som avvattnar avrinningsområdet har biflödesordning 3, vilket innebär att vattnet flödar genom totalt 3 vattendrag innan det når havet efter 79 kilometer. Avrinningsområdet består mestadels av skog (70 %). Avrinningsområdet har 5,04 kvadratkilometer vattenytor vilket ger det en sjöprocent på 11,8 %.